# フォレスト (ゲーム会社)
株式会社フォレストは、かつて存在したアダルトゲーム制作会社。ブランドに「Forest」「FOSTER」「BeF」「FORESTER」「FORST」などがあった。2003年7月10日に株式会社ウィルへブランドを売却。同年10月にHERMITのデビュー作としてウィルより発売された『FOLKLORE JAM』の企画として名前が載っているが、その後に活動を停止した。現在、ホームページが残存しているのは、ウィルのサーバーに移転したFORESTERとFORSTのみである。

## 作品一覧

### アダルトゲーム
FOSTER
- ここは楽園荘
  - ここは楽園荘2
  - ここは楽園荘3

- 花の記憶（全七章）
- 拘束超人
- タイムストリッパー真子ちゃん
- 林間学校
- さよならの向こう側
- 迷子の気持ち
- まにあなおんな
  - まにあなおんな2

- 心のかけら
- 憧れ（2003年にフルボイスバージョン発売）
- カレンダーガール
- 叶わぬ恋の物語
- シ・カ・エ・シ
- 探偵少年A
- STAGE

BeF
- あきらめ
- 憧れ
- 真夏の夜の夢
- 八月のノスタルジア 〜the summer with you〜（2003年にフルボイスバージョン発売）
- 凱旋!無花果艦長!
- ALL ONE'S LIFE
- Baby,BE -Bedside Emotion-
- ALONE AGAIN
- CAFE LA SUNSET
- いつか、どこかで 〜あの雨音の記憶〜
- PIANO FORTE

Forest
- ホップ･ステップ･雀符
- マージナルストーリーズ
- 黒の剣（一般向け作品）
- 人形使い
  - 人形使い2

その他
- ちゅ〜んなっぷ!!（むつ組）

### 3Dアダルトゲーム
FORSTは記事を参照。
FORESTER
- EDEN I〜IV（V以降はFORSTで発売）
- Doll
  - Doll 〜ウロボロスに名を連ねる者〜
  - Doll 〜ウロボロス2〜

- 学園Z 〜淫蕩女教師の陰謀〜

その他
- 魔法のしっぽな（全3話）(SITH)

## 主なスタッフ
原画・キャラクターデザイン
- スカイハウス（主にFOSTERのゲームを担当）
- ちゃーるず☆舞論尊（主にFOSTERのゲームを担当）
- 厘京太朗（主にBeFのゲームを担当）
- 岡部功（主にFORST、FORESTERのゲームを担当）

シナリオ
- J-MENT（主にBeFのゲームを担当）
- 涼川始（主にBeFのゲームを担当）
- 渡辺アキヲ（主にFORST、FORESTERのゲームを担当）

プログラム
- 益子英樹